# PD-2
PD-2 (акр. від англ. People's Drone — «народний дрон») — український багатоцільовий БпЛА виробництва Ukrspecsystems. Призначений для здійснення повітряної розвідки та бойового застосування як носій бомбового навантаження з бойовою частиною вагою до 3 кг. Може злітати зі злітної смуги («по-літаковому»), також може оснащуватися модулями системи вертикального зльоту та посадки, що робить його апаратом вертикального злету та приземлення (англ. VTOL — Vertical Take-Off and Landing).

## Історія розробки

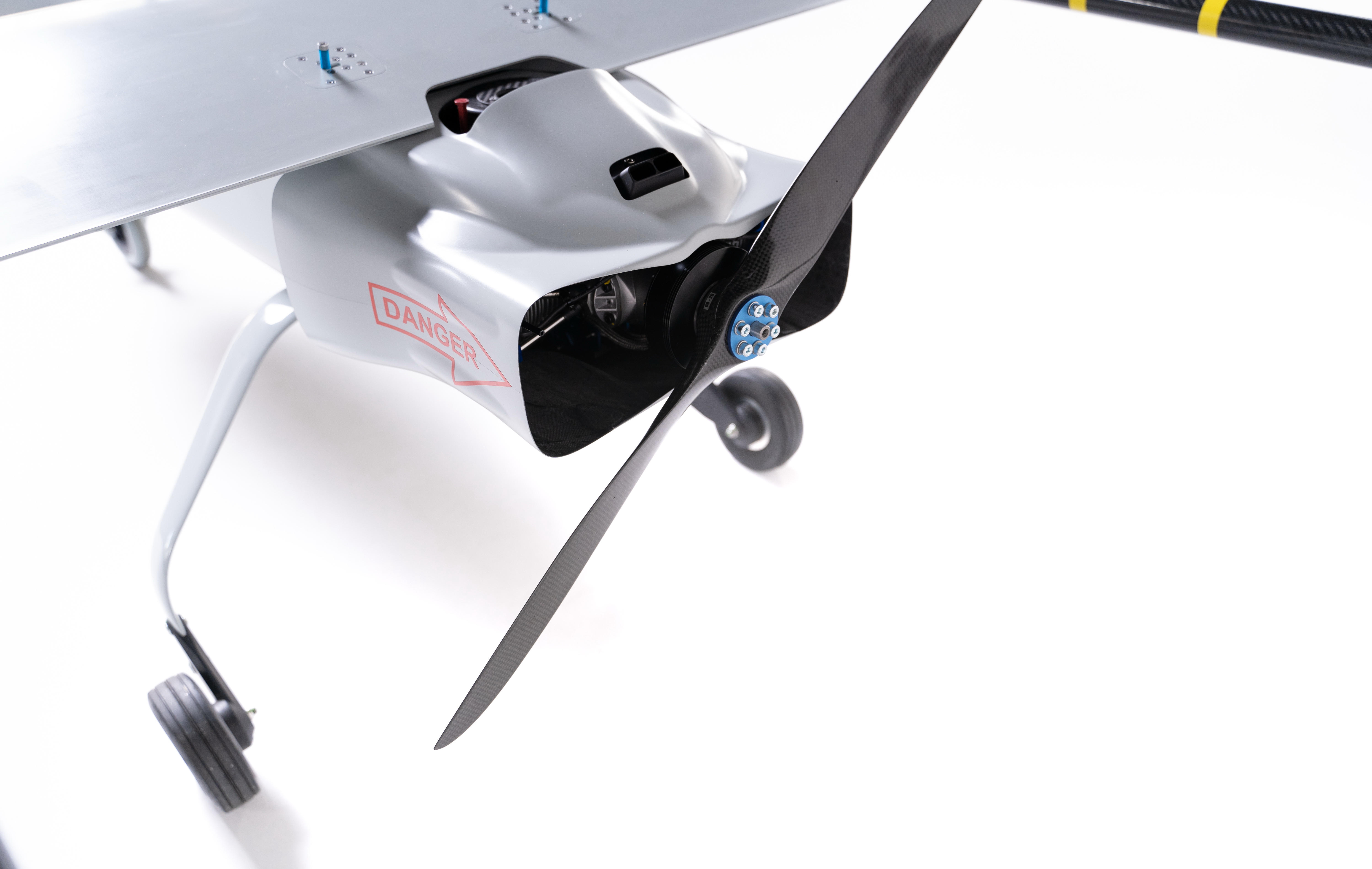
Силова установка БпЛА оснащена карбоновим повітряним гвинтом

У 2014 році почалася російська збройна агресія проти України. Бойові дії показали потребу в безпілотних апаратах, перш за все для розвідки. Волонтери закуповували цивільні апарати, які або використовували як є, або адаптували до потреб війни.
Волонтерська організація «Народний проект» брала участь у допомозі українським військовим на сході України. У спробах імпорту сучасних БпЛА, організація зіткнулася з небажанням деяких іноземних компаній продавати свої апарати. Тоді у співпраці з компанією «Ukrspecsystems» було розроблено безпілотний авіаційний комплекс PD-1, який станом 2020 рік випускався для потреб Збройних сил України[джерело?].
У 2020 році компанія «Ukrspecsystems» розробила безпілотник PD-2, який є глибокою модернізацією PD-1 зі збільшенням корисного навантаження, дальності зв'язку та іншими вдосконаленнями.
У листопаді 2020 року новий літальний апарат проходив визначальні випробування.

## Опис комплексу
Наземна станція управління, що входить до складу комплексу, може забезпечувати одночасне управління двома БпЛА. Літаки комплексу оснащені оптичною станцією з гіростабілізованою платформою, розробленою та створеною в Україні. Підвіс оснащений кількома камерами та тепловізором, що дозволяє проводити спостереження на висоті до кількох тисяч метрів у будь який час доби. Вбудовані датчики положення та спеціальне програмне забезпечення дозволяють забезпечити чіткість та якість зображення.

## Опис апарату
PD-2 побудований за нормальною аеродинамічною схемою — одномоторний високоплан із триопорним шасі з переднім колесом, шасі в польоті не прибирається. Крило оснащене закінцівками. Хвостове оперення двобалкове, обернене V-подібне. Силова установка зі штовхаючим гвинтом, який обертається двигуном внутрішнього згоряння.
Літак комплектується швидкозйомними модулями з додатковими електричними двигунами (системою вертикального зльоту та посадки — СВЗП), які дозволяють БпЛА здійснювати вертикальний зліт та посадку. У такій комплектації він стає апаратом вертикального зльоту та посадки.
Відповідно до класифікації НАТО (STANAG 4670 (ATP 3.3.7)) БпЛА належить до класу I (≤150 кг), категорії малий (>15 кг), масштаб застосування — тактична частина (батальйон, полк).
Для захисту передачі даних використовують стандарт шифрування AES-256.

### Модифікації
Один і той же БпЛА має різні конфігурації. Перетворення дрона на VTOL за лічені хвилини. Не потрібно купувати додаткові планера.
| Зображення | Назва модифікації | Характеристики цієї модифікації |
| ---------- | ----------------- | --- |
|            | PD-2-VTOL         | - 8+ годинна витривалість - 4500 м максимальна висота - 55 кг MTOW - 11 кг максимальна вага корисного навантаження - Зліт і посадка з будь-якого місця                       |
|            | PD-2-FW           | - 10+ годинна витривалість - 4700 м максимальна висота - 55 кг MTOW - 19 кг максимальна вага корисного навантаження - Зліт і посадка з використанням злітно-посадкової смуги |
|            | PD-2-FW2          | - 10+ годинна витривалість - 5000 м максимальної висоти - 45 кг MTOW - 11 кг максимальна вага корисного навантаження - Катапультний старт та парашутне десантування          |

На основі PD-2 українська компанія «НВЦ „Інфозахист“» розробляє комплекс радіотехнічної розвідки «Gekata».

## Технічні характеристики
Загальні характеристики
- Екіпаж: немає
- Вантажопідйомність: до 19 кг[9]
- Розмах: 5 м (16 фут 5 дюйм) (у конфігурації з СВЗП)
- Максимальна злітна вага: 55 кг (121 фунт) (у конфігурації з СВЗП)
- Повітряний гвинт: 2-лопатевий

Льотні характеристики
- Максимальна швидкість: 140 км/год (87 миля/год; 76 вуз)
- Крейсерська швидкість: 100 км/год (62 миля/год; 54 вуз)
- Швидкість звалювання: 65 км/год (40 миля/год; 35 вуз)
- Дальність: 1 000 км (621 миля; 540 морська миля)
- Тривалість польоту: 12 годин (без СВЗП)
- Практична стеля: 5 000 м (16 404 фут)
- Швидкопідйомність: 3 м/с (590 фут/хв)
- Швидкість зниження: 3 м/с (590 фут/хв)
- Інше: дальність зв'язку — 220 км[9]

## Інше
Після перемоги на Євробаченні гурт Kalush Orchestra продали статуетку переможця за 900 тисяч доларів з метою передати ці гроші на армію, зокрема на закупівлю комплекту апаратів PD-2.